# 小山田大学助
小山田 大学助（おやまだ だいがくのすけ）は、戦国時代の武将。甲斐武田氏の家臣。晴信（信玄）、勝頼2代に仕えた。父は信濃国佐久郡内山城代・小山田虎満（初代備中守、上原伊賀守、出家名は玄怡）、兄に小山田昌成（二代目備中守）がいる。諱を「昌貞」とする説もあるが、史料からは確認されない。

## 来歴
『甲陽軍鑑』によれば、大学助は永禄12年（1569年）の小田原攻めに際して旗本に編成され、35騎を率いたという。このため、兄の昌成とは独立した扱いを受けていたと考えられている。初見史料は天正5年（1577年）閏7月で、「誓願寺文書」によれば、昌成の同心が喧嘩を多し、静岡県静岡市の誓願寺の山林に蟄居になったという。「飯島家文書」によれば、天正7年（1579年）8月12日には被官10人の普請役を免除されたという。この文書は信濃国丸子（長野県上田市）に伝来していることから、内山城（長野県佐久市）の城代である小山田虎満・昌成親子は小県郡にも支配を及ぼしていたとも考えられている。天正7年10月12日には父の虎満が死去する。
また、年不詳10月27日には、駒井昌直・駒井宮内大輔とともに「居城」の法度を受けている。大学助の「居城」は駒井昌直が駿河深沢城（静岡県御殿場市）の城代であることから、大学助も深沢城へ入っていたと考えられている。文書の年代は元亀2年（1571年）か天正7年（1579年）・天正8年（1580年）に推定されている。
その後、兄の昌成に従い高遠城（伊那市高遠町）へ入る。『信長公記』『甲乱記』によれば、天正10年（1582年）3月の織田信長による甲州征伐では高遠城において篭城し、城主・仁科盛信や兄の昌成らとともに信長の嫡子・織田信忠の軍勢と戦って討死した。大学助の子孫とされる真田氏家臣の山田氏に伝わる「真田氏所蔵御家中系図」によれば、大学助の法名は「格翁道禅定門」であるという。